# گنی یهودا
گنی یهودا (به لاتین: Ganei Yehuda) یک منطقهٔ مسکونی در اسرائیل است که در استان مرکز واقع شده‌است.